# Kujanki (województwo pomorskie)
Kujanki (kaszb. Kùjãnkë) – osada w Polsce, położona w województwie pomorskim, w powiecie człuchowskim, w gminie Człuchów. Wchodzi w skład  sołectwa Krępsk.
W latach 1975–1998 osada administracyjnie należała do województwa słupskiego.